# Estágio oral

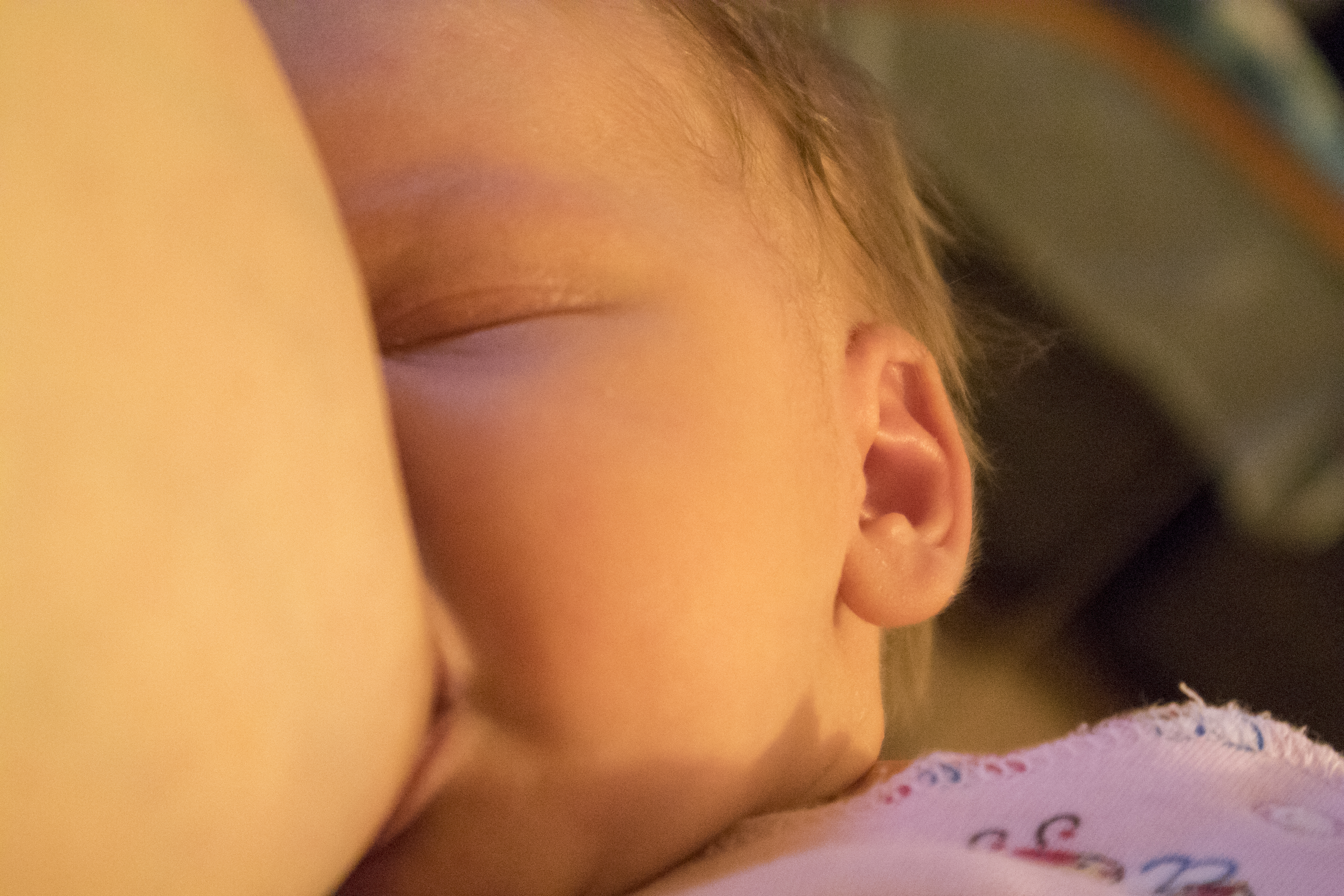
Uma criança alimentando-se no peito da mãe

Fixação oral, fase oral, ou ainda estágio oral na psicanálise de Sigmund Freud é o primeiro estágio do desenvolvimento psicossexual humano, no qual a boca é sua primeira zona erógena. A fase oral é caracterizada pela urgência das necessidades, extrema dependência, nenhuma consideração pelos outros e baixa tolerância à frustração e à ansiedade de separação.
Além disso, como é a primeira relação humana do bebê - biológica (nutritiva) e psicológica (emocional) - sua duração depende dos hábitos de criação dos filhos da sociedade materna. Sociologicamente falando, a duração da amamentação infantil é determinada normativamente; em algumas sociedades, é comum que uma criança seja amamentada por sua mãe por vários anos, mas em outros esse período é muito mais curto.

## Conceito
Segundo a teoria freudiana, a zona erógena privilegiada na fase oral é a esfera oral e esofágica, sustentada pela atividade motora da sucção. O prazer oral obviamente excede a simples satisfação da fome, sendo a sucção o protótipo do comportamento masturbatório na fase oral.
Freud distingue duas fases pré-genitais, oral/canibal e sádico-anal. Na primeira fase, o propósito sexual está na incorporação do objeto. O ego elege um objeto que ele gostaria de incorporar. Freud identifica a sucção infantil como o ato mais importante da vida infantil, porque satisfaz sua fome e prazer sexual. O segundo estágio sádico-oral está ligado ao desenvolvimento da dentição. Mais tarde a sucção é revivida no beijo e em práticas sexuais, no prazer de fumar e beber ou, se reprimidas, dá origem à desordens alimentares.
Karl Abraham dividiu o estágio oral em dois sub-estágios:
- O estágio oral inicial ou pré-ambivalente, onde o prazer está relacionado à sucção.
- O estágio sádico oral-canibal ou oral, onde o prazer está ligado à mordida.

O propósito do impulso oral é a incorporação, que fornece o modo de identificação adequado a essa organização libidinal: as fantasias orais giram em torno de comer ou ser comido.
Os psicanalistas da escola da relação objetal estavam particularmente interessados no estágio oral, Melanie Klein teorizou a mama como objeto oral bom ou ruim (a clivagem anaclítica) e as fantasias associadas a essa organização libidinal. O "fruto social" desse estágio oral é a linguagem, a fala. Ou seja, a criança "sai" desse estágio quando ele pode falar.

## Fixação no estágio oral
Enquanto o crescimento físico ocorre de maneira constante, o crescimento psicológico não ocorre sem momentos de estresse e ansiedade. Quando um momento de mudança se aproxima e começa a produzir ansiedade, o ego pode recorrer à estratégia de permanecer no estágio de desenvolvimento presente. Essa defesa é denominada por "Fixação".
Assim, a fixação é o apego permanente da libido a um estágio inicial e mais primitivo de desenvolvimento.
Psicologicamente, Freud (1856-1939) propôs que, se o apetite da criança amamentada fosse frustrado durante qualquer estágio de desenvolvimento libidinal, a ansiedade persistiria na idade adulta como uma neurose (distúrbio mental funcional). Portanto, uma fixação oral infantil (desejo oral) se manifestaria como uma obsessão pela estimulação oral; no entanto, se desmamado cedo demais ou tarde demais, o bebê pode não conseguir resolver os conflitos emocionais do primeiro estágio oral do desenvolvimento psicossexual e pode desenvolver uma fixação oral mal-adaptativa.
A criança que é negligenciada (insuficientemente alimentada) ou que é superprotegida (superalimentada) durante o período de amamentação, pode se tornar uma pessoa com fixação oral. A fixação na fase oral pode ter dois efeitos:
- A criança negligenciada se torna um adulto psicologicamente dependente que procura a estimulação oral negada na infância, tornando-se uma pessoa manipuladora para garantir o cumprimento de suas necessidades, em vez de amadurecer para a independência;
- A criança superprotegida pode resistir ao amadurecimento e voltar à dependência de outros para garantir o cumprimento de suas necessidades.

Teoricamente, as fixações na fase oral manifestam-se como tagarelice, tabagismo, estímulo oral contínuo (comer, mastigar objetos) e alcoolismo. Psicologicamente, os sintomas incluem uma personalidade sádica, roer as unhas, práticas sexuais orais (felação, cunilíngua, anilíngua, irrumação), etc.

## Críticas
Desde a apresentação de Freud da teoria do desenvolvimento psicossexual em 1905, nenhuma evidência foi confirmada de que a amamentação prolongada poderia levar a uma fixação na fase oral, nem que ela contribuísse para uma pessoa ficar desajustada ou para desenvolver vícios (psicológicos, fisiológicos). O pediatra Jack Newman propõe que amamentar a criança até que ela escolha desmamar (entre os 2 e os 4 anos de idade) geralmente produz uma pessoa mais segura do ponto de vista psicológico e independente. Contradizendo o conceito freudiano de desenvolvimento psicossexual da fixação na fase oral, o estudo "Duração da Amamentação e Incidência do Tabagismo" (2003), com 87 participantes não relatou relação causal entre o período de amamentação e se uma criança vira ou não uma pessoa que fuma.